# Jurák Andrea
Jurák Andrea (Szarvas, 1978. április 8. –) kétszeres paralimpiai ezüstérmes, világbajnoki ezüstérmes, négyszeres Európa-bajnok tőr- és párbajtőrvívó.

## Sportpályafutása
Épen született, 14 éves korában daganatot találtak a jobb térdében, amelyet nem sikerült eltávolítani, ezért lábát amputálni kellett. Pályafutása során „A” kategóriában versenyzett, amely az enyhébb sérültségű, önállóan felállni képes vívókat jelöli. Fegyvernemei a tőr és a párbajtőr, edzői pedig Felletár György, Tóth András, majd Feczer Viktor voltak.
Krajnyák Zsuzsannával egyszerre, 1998-ban kezdte a vívást, első jelentősebb eredménye a két évvel későbbi, a 2000-es országos bajnokságon párbajtőr egyéniben szerzett ezüstérme volt. Ekkor már látszott, hogy érdemes komolyabban foglalkoznia a sporttal. A 2001-es madridi Európa-bajnokságon a párbajtőrcsapat tagjaként ezüstérmet nyert. A decemberi országos bajnokságon tőr egyéniben második lett. A 2002-es hazai rendezésű világbajnokságon párbajtőr egyéniben és a csapattal is bronzérmet szerzett. A tőrcsapattal ugyancsak harmadik lett, Franciaország és Németország mögött. A 2003-as tavaszi lonatoi világkupán tőr egyéniben ötödik, párbajtőrben pedig hetedik lett. A júliusi Európa-bajnokságon, amelynek a francia főváros adott otthont, mindkét fegyvernemében a dobogó legfelső fokára állhatott a csapattal. A novemberi budapesti világkupán a tőr fegyvernem egyéni küzdelmeiben 10. lett. A madridi világkupán 2004 márciusában tőr egyéniben kilencedik, míg párbajtőr egyéniben ötödik lett. Májusban, a lonatoi világkupa-állomáson tőr egyéniben bronzérmet szerzett. A paralimpia előtti utolsó megmérettetésen, a varsói világkupán részt vett, de eredményeiről a hazai sajtó részletesen nem számolt be. Az athéni paralimpián aratta pályafutása legnagyobb sikereit: a párbajtőrcsapat tagjaként ezüstérmet szerzett, majd a tőrcsapattal megismételte ezt a teljesítményét. Egyéniben kevésbé jött ki neki a lépés, tőrben a legjobb 16 között búcsúzott a további küzdelmektől. A decemberi országos bajnokságon tőr egyéniben ötödik, míg párbajtőrben bronzérmes lett. A teljes 2005-ös szezont és a 2006-os szezon első felét fia születése miatt kihagyta. A pástra 2006 júliusában tért vissza, a varsói világkupán ezüstérmet szerzett a tőrcsapat tagjaként. A 2006-os torinoi világbajnokságon a párbajtőrcsapattal bronzérmes lett. A 2007-es varsói Európa-bajnokságon párbajtőr egyéniben nem jutott a legjobb négy közé és az ötödik helyen végzett, míg a párbajtőrcsapat tagjaként Európa-bajnoki címet szerzett. A pekingi paralimpián egyéniben nem tudott kvótát szerezni, csapatversenyeket pedig ekkor nem rendeztek, így nem jutott ki a játékokra. A 2009-es évet lánya születése miatt hagyta ki, 2010 őszén tért vissza szeretett sportágához. A 2010-es párizsi világbajnokságon párbajtőr egyéniben a 11. helyen, tőrben pedig a 10. helyen végzett. A londoni paralimpiára nem jutott ki. A 2013-as hazai rendezésű világbajnokságon párbajtőr egyéniben a 25. lett, míg a csapat tagjaként bronzérmet szerzett. Ezt követően a hazai sajtó jóval ritkábban számolt be sporteredményeiről. A 2015-ös I. Prima-Protetika Kupán tőr- és párbajtőr egyéniben, második, illetve harmadik helyen végzett. A júliusi varsói világkupán a párbajtőrcsapattal bronzérmet szerzett. A szeptemberi egri világbajnokságon ezüstérmet szerzett a tőrcsapat tagjaként. 2016-ban az egri világkupán győzött a tőrcsapat tagjaként Dani Gyöngyivel, Krajnyák Zsuzsannával és Hajmási Évával egyetemben. Májusban Casale Monferratoban az Európa-bajnokságon újra megnyerte a kontinenstornát a tőrcsapat tagjaként. 
Ezt követően visszavonult az élsporttól.

## Eredményei
- kétszeres paralimpiai ezüstérmes (2004 2x)
- világbajnoki ezüstérmes (2015)
- hatszoros világbajnoki bronzérmes (2002 3x), (2006), (2011), (2013)
- négyszeres Európa-bajnok (2003 2x), (2007), (2016)
- Európa-bajnoki ezüstérmes (2001)

## Tanulmányai és szakmai útja
A szarvasi Szlovák Általános Iskolába járt, majd 1997-ben érettségizett a Békéscsabai Szlovák Gimnáziumban. Érettségi után idegenforgalmi és számviteli végzettséget is szerzett. A 2000-es évek eleje óta a Magyar Telekom dolgozója. A paralimpiai csapatba való bekerülésekor a cég speciális, számítógéppel programozható térdizületének költségeinek majdnem felét átvállalta, nagyban segítve ezzel felkészülését és jelentősen javítva életminőségét is.

## Díjai, elismerései
- Az Év Paracsapata (női párbajtőrcsapat) tagja (2001)[26]
- Az Év Paracsapata (női tőr- és párbajtőrcsapat) tagja (2002)[27]
- Vodafone Év Fogyatékos Csapata tagja (kerekesszékes vívóválogatott) (2003)[28]
- Magyar Arany Érdemkereszt (2004)[29]
- Az Év Fogyatékos Csapatának tagja (2004)[30]
- Az Év Vodafone Paracsapatának tagja (női tőr és párbajtőrcsapat) (2004)[31]
- ”Csabacsűdért” emlékplakett (2004)[32]
- Az Év Fogyatékos Csapata második helyezett (női kerekesszékes vívók) (2006)[33]
- Az Év Fogyatékos Csapata tagja (kerekesszékes vívóválogatott) (második helyezett) (2007)[34]

## Magánélete
A szlovák nemzeti kisebbség tagja. Kardoson, majd Csabacsűdön élt, onnan került Budapestre. Férje Krajnyák Attila, gyermekeik Kende (2006) és Hanga (2009). Sógornője az ötszörös paralimpiai ezüstérmes és hétszeres paralimpiai bronzérmes Krajnyák Zsuzsanna.